# B'z (2012年のアルバム)
『B'z』（ビーズ）は日本の音楽ユニット、B'zの配信限定リリースのアルバム。

## 概要
新たに英語詞で書き下ろし・リレコーディングされた、既存のシングル5曲が収録されている。本作は、2012年9月からの全米ツアー『B'z LIVE-GYM 2012 -Into Free-』に向けたリード作品にもなっており、2012年7月25日から世界63の国と地域に向け、iTunes Storeなどの音楽配信サービスサイトでリリースされている。
稲葉は「全曲時間がかかった」と語っており、特に作詞と歌入れに時間が費やされた。本作の作詞のクレジットは、全曲稲葉とサポートドラマーのシェーン・ガラースの連名になっている。
PC配信主要2社での年間ランキングは、iTunes Storeでは2位、moraでは1位をそれぞれ記録した。

## 収録曲
曲のタイトルがすべて単語の一文字目だけ大文字となっているのは、iTunes Storeの英語での曲タイトルの表示形式に従ったためである。
1. Love Bomb (4:22)
  - 原曲は38thシングル「愛のバクダン」。
  - メンバー出演のペプシコーラ「ペプシネックス」Summer Line篇CMソング（2012年7月14日からオンエア開始）[9]。
  - 間奏では、1964年アメリカ合衆国大統領選挙運動中のロナルド・レーガンのスピーチ (A Time for Choosing) の一節が挿入されている。
2. Splash (3:41)
  - 原曲は42ndシングル「SPLASH!」。
  - 本作リリース前に、『B'z LIVE-GYM 2011 -C'mon-』などのライブで披露された。
3. Juice (3:59)
  - 原曲は29thシングル「juice」。
  - 2011年の北米ツアー直前にB'zの公式YouTubeチャンネルが限定公開したプロモーション動画でも英語バージョンを聴くことができたが、その音源は原曲のオケに英語で歌い直されたボーカルを乗せたものであった。本作では、アレンジ含め全て再録されている。
4. Ultra Soul (3:38)
  - 原曲は31stシングル「ultra soul」。
  - アレンジ自体は「ultra soul 2011」に近いが、イントロやアウトロ等にデジタルな音が加えられ、ベースソロが無くなっている。
5. Into Free -Dangan- (4:41)
  - 原曲は24thシングル「さまよえる蒼い弾丸」。
  - カプコンのPS3・Xbox 360用ゲームソフト『ドラゴンズドグマ』主題歌として、2012年4月4日に配信限定シングルとして先行リリースされた[12]。

## タイアップ
- ペプシコーラ「ペプシネックス」Summer Line篇 CMソング（#1）
- カプコン『Dragon's Dogma』主題歌（#5）

## 参加ミュージシャン
- 松本孝弘：ギター・全曲作曲・編曲
- 稲葉浩志：ボーカル・全曲作詞・編曲
- 寺地秀行：全曲編曲
- シェーン・ガラース：ドラム・全曲作詞
- バリー・スパークス：ベース

## ライブ映像作品
Love Bomb
- EPIC DAY（特典DVD）

Splash
- B'z LIVE-GYM 2011 -C'mon-
- EPIC DAY（特典DVD）

Juice
- EPIC DAY（特典DVD）

Ultra Soul
- EPIC DAY（特典DVD）

Into Free -Dangan-
- EPIC DAY（特典DVD）

## 配信サイト
※配信特設サイト参照
iTunes配信国
- 日本
- アメリカ
- カナダ
- 台湾
- 香港
- シンガポール
- オーストラリア
- スウェーデン
- オーストリア
- スイス

- ベルギー
- イギリス
- ブルガリア
- アルゼンチン
- キプロス
- ボリビア
- チェコ共和国
- ブラジル
- デンマーク
- チリ

- エストニア
- コロンビア
- フィンランド
- コスタリカ
- フランス
- ドミニカ共和国
- ドイツ
- エクアドル
- ギリシャ
- エルサルバドル

- ハンガリー
- グアテマラ
- アイルランド
- ホンジュラス
- イタリア
- ニカラグア
- ラトビア
- パナマ
- リトアニア
- パラグアイ

- ルクセンブルク
- ペルー
- マルタ
- ベネズエラ
- メキシコ
- ブルネイ
- オランダ
- カンボジア
- ニュージーランド
- ラオス

- ノルウェー
- マカオ
- ポーランド
- マレーシア
- ポルトガル
- フィリピン
- ルーマニア
- スリランカ
- スロバキア
- タイ

- スロベニア
- ベトナム
- スペイン

以上、63カ国
その他PC配信
- mora
- Musing

携帯配信
- BEING GIZA STUDIO FULL
- レコチョク
- music.jp
- dwango.jp
- JOYSOUND
- ORICON STYLE

### 参照リンク
- B'z (2012年7月13日). “【NEWS】全世界配信限定ALBUM「B'z」2012年7月25日リリース決定！...”. B'z (@@bz_official) - X（旧Twitter）.   Twitter. 2012年7月14日閲覧。
- “B'z新曲「Love Bomb」含む英詞アルバム配信限定発表”. 音楽ナタリー.   ナターシャ (2012年7月13日). 2012年7月14日閲覧。
- “英語詞配信限定アルバム『B'z』、7月25日にリリース決定”. BARKS.   グローバル・プラス (2012年7月13日). 2012年7月14日閲覧。
- “B'z、初の配信限定作品「Into Free -Dangan-」リリース開始”. BARKS.   グローバル・プラス (2012年4月4日). 2012年7月14日閲覧。